# Simon Jentzsch
Simon Jentzsch (Düsseldorf, 4 maggio 1976) è un ex calciatore tedesco, portiere.

## Palmarès

### Club

#### Competizioni nazionali
- Campionato tedesco: 1

Wolfsburg: 2008-2009